# Zilu
Zhong You (542-480 a. C.), conocido comúnmente por sus nombres de cortesía Zilu y Jilu, fue uno de los discípulos más conocidos y fieles de Confucio. Entre los discípulos de Confucio, era el segundo en cuanto a capacidad y logros en el arte de gobernar, después de Ran Qiu. Destacaba por su valor y sentido de la justicia, pero Confucio le advertía a menudo que no actuara sin previsión. Fue asesinado en el Estado de Wei en defensa de su señor Kong Kui.